# カンターミヤマクワガタ
カンターミヤマクワガタ（Lucanus cantori）は、昆虫綱甲虫目クワガタムシ科ミヤマクワガタ属のクワガタムシの一種。名称由来はキリスト教音楽の聖歌隊長から。

## 分布
インド北東部、ブータン、ネパール、ミャンマーに生息し、カントリーミヤマクワガタとも呼ばれる。

## 特徴
体長は39～90mmとなり、アジア地域のミヤマクワガタの中では最大級の大きさとなる。
ミヤマクワガタの仲間では珍しく、横幅が広く、その幅は本属の中で最大であり、特に頭部幅の大きさが目立つ。大顎は上から見ると、ノコギリクワガタのようなくの字に曲がっているような形状にも見える。

## 生態
成虫は冷涼地のブナ科の木に集まり、そこの樹液を吸う。
幼虫期間は他のミヤマクワガタのように1～2年ほどかかる。腐朽が進んだ朽ち木や、土化した木を食べて成長する。

## 輸入
ミヤマクワガタの仲間なので、高温に弱く、寿命も短いために、輸入が難しく、標本で入る場合が多い。
独特の体型と個性で人気種ではあるものの、生きた虫の輸入はとても難しく、生体は現在入手困難になっている。

## 亜種
- Lucanus cantori cantori　（インド、ネパール、ブータン産）
- Lucanus cantori colasi　（ミャンマー亜種）

ミャンマー亜種colasi　は顎の張り出しと湾曲が弱く、頭部の横幅が現名亜種cantori　より狭い。